# Christer Blomgren

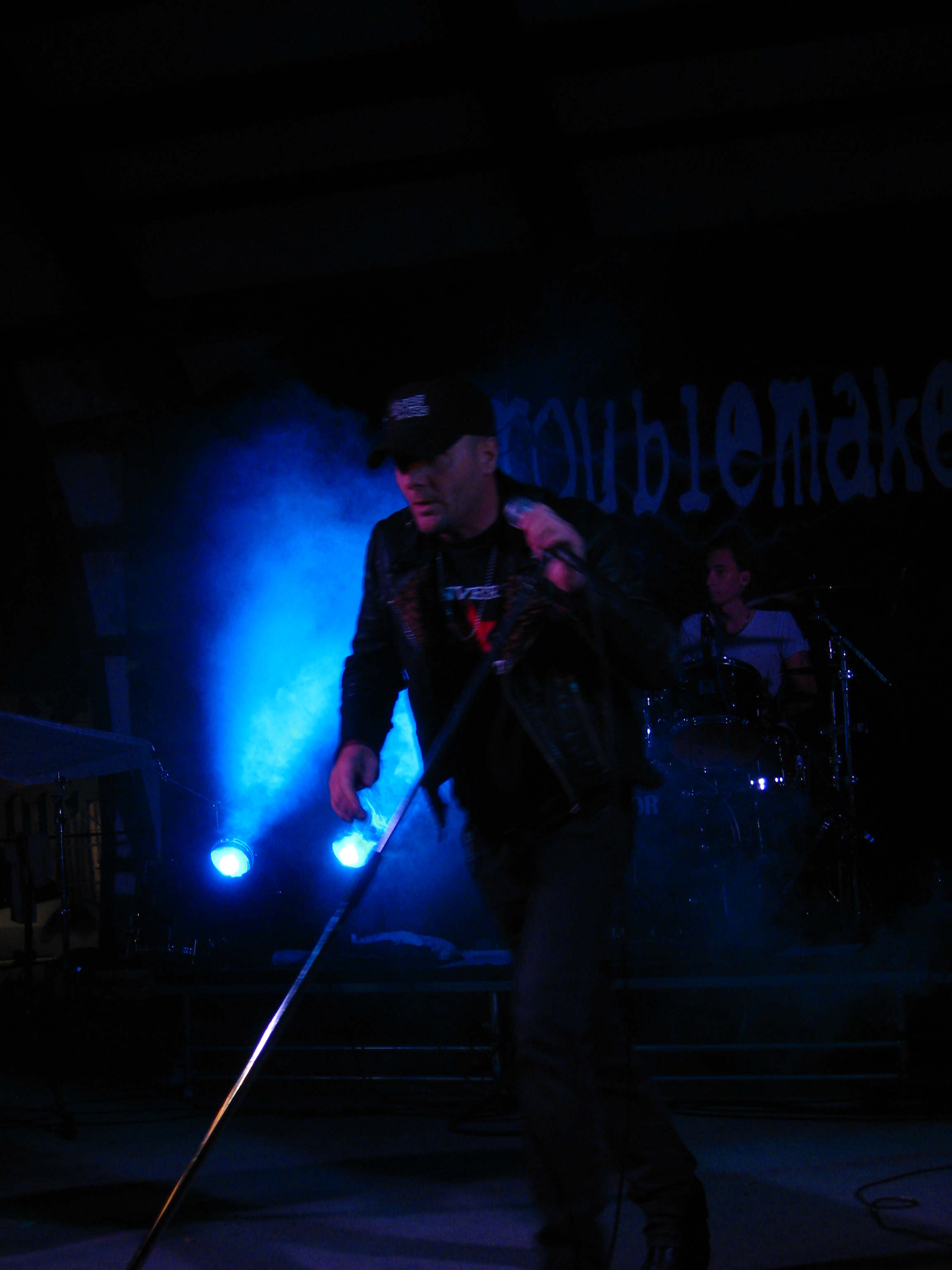
Christer Blomgren under ett uppträdande med Troublemakers i Södertälje 2009.

Lars Christer Blomgren, född 30 mars 1961 i Nylöse församling i Göteborgs och Bohus län, är en svensk punksångare och textförfattare.
Blomgren var sångare i bandet Perverts 1978–1980 och har varit det i Troublemakers sedan 1981. 
Han har medverkat på två skivor med Perverts och sju fullängdsskivor med Troublemakers samt givit ut ett soloalbum. Utöver detta har han även skrivit några supporterlåtar för laget IFK Göteborg, exempelvis "Änglarna från Göteborg", "Blåvita Ränder" och "Änglarna (Finns här i Göteborg)".